# Lloyd Harris (tennis)
Lloyd Harris, né le 24 février 1997 au Cap, est un joueur de tennis sud-africain, professionnel depuis 2015.
Depuis 2020, il est le meilleur joueur sud-africain, succédant à Kevin Anderson.

## Carrière
En junior, il participe aux Jeux olympiques de la jeunesse de 2014.
En 2015, pour sa première saison sur le circuit professionnel, Lloyd Harris remporte quatre tournois au Mozambique, au Zimbabwe, en Égypte et en Afrique du Sud. En mars 2016, il fait ses débuts au sein de l'équipe d'Afrique du Sud de Coupe Davis lors d'une rencontre face au Luxembourg. En fin de saison, il gagne six tournois ITF consécutifs : trois en Égypte et trois autres en Afrique du Sud. Il obtient ses premiers résultats significatifs sur le circuit Challenger en 2018 en s'imposant à Lexington et Stockton. Sur le circuit ATP, il se distingue en éliminant Gaël Monfils au premier tour du tournoi de Chengdu.
En 2019, il remporte son troisième titre à Launceston qui lui permet de faire son entrée dans le top 100. Il remporte son premier match en Grand Chelem à Roland-Garros. Un mois plus tard, il prend un set à Roger Federer lors du premier tour du tournoi de Wimbledon. En septembre, il est demi-finaliste à Chengdu en éliminant notamment Dušan Lajović. Début 2020, il atteint la finale du tournoi ATP d'Adélaïde après notamment avoir battu trois joueurs du top 40 : Cristian Garín, Laslo Djere et Pablo Carreño Busta. Il s'incline finalement face à Andrey Rublev.
Pour commencer l'année 2021, Harris atteint le troisième tour à l'Open d'Australie, où il s'incline devant l'Américain Mackenzie McDonald. Quelques semaines plus tard, à Dubaï, il sort des qualifications puis atteint la finale, notamment en battant au deuxième tour Dominic Thiem (6-3, 6-4), première victoire de sa carrière contre un joueur du top 10, puis Filip Krajinović, Kei Nishikori et Denis Shapovalov. Pour la deuxième finale ATP de sa carrière, il affronte une autre surprise du tournoi, Aslan Karatsev, contre qui il s'incline. Le joueur d'Afrique du Sud termine l'année 2021 en beauté avec un premier quart de finale dans un tournoi du Grand Chelem, à l'US Open. Sur son parcours, il élimine trois têtes de série : Karen Khachanov en cinq sets (6-4, 1-6, 4-6, 6-3, 6-2), Denis Shapovalov, tête de série no 7 (6-4, 6-4, 6-4) et le géant Reily Opelka (6-76, 6-4, 6-1, 6-3). Il est ensuite battu par l'Allemand Alexander Zverev (6-76, 3-6, 4-6).  Harris termine l'année dans le top 32 mondial pour la première fois.

## Palmarès

### Finales en simple
| No | Date       | Nom et lieu du tournoi                      | Catégorie | Dotation    | Surface    | Vainqueur      | Score    |          |
| -- | ---------- | ------------------------------------------- | --------- | ----------- | ---------- | -------------- | -------- | -------- |
| 1  | 13-01-2020 | Adelaide International, Adélaïde            | ATP 250   | 546 355 $   | Dur (ext.) | Andrey Rublev  | 6-3, 6-0 | Parcours |
| 2  | 14-03-2021 | Dubai Duty Free Tennis Championships, Dubaï | ATP 500   | 1 897 805 $ | Dur (ext.) | Aslan Karatsev | 6-3, 6-2 | Parcours |

### Titre en double
| No | Date       | Nom et lieu du tournoi        | Catégorie | Dotation  | Surface      | Partenaire   | Finalistes                 | Score    |          |
| -- | ---------- | ----------------------------- | --------- | --------- | ------------ | ------------ | -------------------------- | -------- | -------- |
| 1  | 24-06-2023 | Mallorca Championships Calvià | ATP 250   | 915 630 € | Gazon (ext.) | Yuki Bhambri | Robin Haase Philipp Oswald | 6-3, 6-4 | Parcours |

### Finale en double
| No | Date       | Nom et lieu du tournoi                     | Catégorie | Dotation    | Surface    | Vainqueurs                   | Partenaire | Score             |          |
| -- | ---------- | ------------------------------------------ | --------- | ----------- | ---------- | ---------------------------- | ---------- | ----------------- | -------- |
| 1  | 07-02-2022 | ABN AMRO World Tennis Tournament Rotterdam | ATP 500   | 1 208 315 € | Dur (int.) | Robin Haase Matwé Middelkoop | Tim Pütz   | 4-6, 7-65, [10-5] | Parcours |

## Parcours dans les tournois duGrand Chelem

### En simple
| Année | Open d'Australie | Open d'Australie   | Internationaux de France | Internationaux de France | Wimbledon       | Wimbledon        | US Open         | US Open          |
| ----- | ---------------- | ------------------ | ------------------------ | ------------------------ | --------------- | ---------------- | --------------- | ---------------- |
| 2018  | —                | —                  | Q1                       | Félix Auger-Aliassime    | Q1              | Mats Moraing     | 1er tour (1/64) | Gilles Simon     |
| 2019  | 1er tour (1/64)  | Daniil Medvedev    | 2e tour (1/32)           | Borna Ćorić              | 1er tour (1/64) | Roger Federer    | 1er tour (1/64) | Egor Gerasimov   |
| 2020  | 1er tour (1/64)  | Diego Schwartzman  | 2e tour (1/32)           | Matteo Berrettini        | Annulé          | Annulé           | 2e tour (1/32)  | David Goffin     |
| 2021  | 3e tour (1/16)   | Mackenzie McDonald | 2e tour (1/32)           | Cameron Norrie           | 2e tour (1/32)  | Andrey Rublev    | 1/4 de finale   | Alexander Zverev |
| 2022  | 1er tour (1/64)  | Aleksandar Vukic   | 1er tour (1/64)          | Richard Gasquet          | —               | —                | —               | —                |
| 2023  | 2e tour (1/32)   | Márton Fucsovics   | 1er tour (1/64)          | Alexander Zverev         | 1er tour (1/64) | Grégoire Barrère | 2e tour (1/32)  | Carlos Alcaraz   |
| 2024  | 1er tour (1/64)  | Quentin Halys      | Q2                       | Mattia Bellucci          | 2e tour (1/32)  | Ben Shelton      | —               | —                |
| 2025  | —                | —                  | 1er tour (1/64)          | Andrey Rublev            | 2e tour (1/32)  | Andrey Rublev    |                 |                  |

N.B. : à droite du résultat se trouve le nom de l'ultime adversaire.

### En double messieurs
| Année | Open d'Australie                                                                          | Open d'Australie                                                                           | Internationaux de France                                                                      | Internationaux de France                                                                | Wimbledon                                                                                  | Wimbledon | US Open | US Open |
| ----- | ----------------------------------------------------------------------------------------- | ------------------------------------------------------------------------------------------ | --------------------------------------------------------------------------------------------- | --------------------------------------------------------------------------------------- | ------------------------------------------------------------------------------------------ | --------- | ------- | ------- |
| 2019  | —                                                                                         | —                                                                                          | —                                                                                             | —                                                                                       | 1er tour (1/32) Casper Ruud \|\| style="text-align:left;" \| M. Arévalo M. Á. Reyes-Varela | —         | —       |         |
|       |                                                                                           |                                                                                            |                                                                                               |                                                                                         |                                                                                            |           |         |         |
| 2021  | 1er tour (1/32) Julian Knowle \|\| style="text-align:left;" \| T. Kokkinakis Nick Kyrgios | 2e tour (1/16) J. Erlich \|\| style="text-align:left;" \| P.-H. Herbert Nicolas Mahut      | 2e tour (1/16) Alexei Popyrin \|\| style="text-align:left;" \| Oliver Marach A.-U.-H. Qureshi | 2e tour (1/16) J. Erlich \|\| style="text-align:left;" \| John Peers Filip Polášek      |                                                                                            |           |         |         |
| 2022  | 1er tour (1/32) A. Popyrin \|\| style="text-align:left;" \| J. S. Cabal Robert Farah      | 1er tour (1/32) J. Erlich \|\| style="text-align:left;" \| Jamie Murray Bruno Soares       | —                                                                                             | —                                                                                       | —                                                                                          | —         |         |         |
| 2023  | 1/8 de finale R. Klaasen \|\| style="text-align:left;" \| M. Granollers H. Zeballos       | 1er tour (1/32) R. Klaasen \|\| style="text-align:left;" \| R. Carballés Baena Jaume Munar | 1/8 de finale R. Galloway \|\| style="text-align:left;" \| M. Granollers H. Zeballos          | 2e tour (1/16) M. Kecmanović \|\| style="text-align:left;" \| M. Granollers H. Zeballos |                                                                                            |           |         |         |

N.B. : le nom du partenaire se trouve sous le résultat ; le nom des ultimes adversaires se trouve à droite.

## Parcours dans lesMasters 1000
| Année | Indian Wells          | Miami                    | Monte-Carlo           | Madrid                 | Rome                 | Canada                  | Cincinnati            | Shanghai | Paris |
| ----- | --------------------- | ------------------------ | --------------------- | ---------------------- | -------------------- | ----------------------- | --------------------- | -------- | ----- |
| 2019  | —                     | 2e tour R. Haase         | —                     | —                      | —                    | —                       | —                     | —        | —     |
| 2020  | n.o.                  | n.o.                     | n.o.                  | n.o.                   | —                    | n.o.                    | 1er tour Taylor Fritz | n.o.     | —     |
| 2021  | 3e tour C. Ruud       | 2e tour Forfait          | —                     | 2e tour A. de Minaur   | 1er tour C. Garín    | 1/8 de finale R. Opelka | 2e tour A. Zverev     | n.o.     | —     |
| 2022  | 3e tour M. Berrettini | 1/8 de finale H. Hurkacz | 1er tour M. Fucsovics | 1er tour A. Davidovich | 1er tour A. Karatsev | —                       | —                     | n.o.     | —     |
| 2023  | —                     | —                        | —                     | —                      | —                    | —                       | 1er tour Max Purcell  | —        | —     |

N.B. : sous le résultat se trouve le nom de l’ultime adversaire.

## Victoires sur le top 10
Toutes ses victoires sur des joueurs classés dans le top 10 de l'ATP lors de la rencontre.
| Légende      |
| Grand Chelem |
| Masters 1000 |
| 500 Series   |
| 250 Series   |
| Coupe Davis  |

| # | L.H.  | Tournoi    | Année | Surface | Adversaire       | Rang  | Tour | Score         |
| - | ----- | ---------- | ----- | ------- | ---------------- | ----- | ---- | ------------- |
| 1 | no 81 | Dubaï      | 2021  | Dur     | Dominic Thiem    | no 4  | 1/16 | 6-3, 6-4      |
| 2 | no 50 | Washington | 2021  | Dur     | Rafael Nadal     | no 3  | 1/8  | 6-4, 1-6, 6-4 |
| 3 | no 46 | US Open    | 2021  | Dur     | Denis Shapovalov | no 10 | 1/16 | 6-4, 6-4, 6-4 |

## Classements ATP en fin de saison
| Année          | 2014 | 2015 | 2016 | 2017 | 2018 | 2019 | 2020 | 2021 | 2022 | 2023 |
| Rang en simple | 1714 | 407  | 269  | 289  | 112  | 99   | 87   | 31   | 239  | 140  |
| Rang en double | –    | 934  | 503  | 1073 | 262  | 366  | 1157 | 198  | 167  | 123  |

Source : (en) Classements de Lloyd Harris sur le site officiel de la Fédération internationale de tennis